# 劍橋 (伊利諾伊州)
劍橋（英語：Cambridge）是一個位於美國伊利諾伊州亨利縣的城市。根據2010年美國人口普查，該地人口為2160人，而該地的面積約為5.17平方千米。同時該地也是亨利縣的縣治。

## 地理
劍橋的座標為41°18′12″N 90°11′36″W / 41.30333°N 90.19333°W，而該地的平均海拔高度為181米（即594英尺）。